# Karsten Nied
Karsten Nied (* 8. August 1969 in Berlin) ist ein ehemaliger deutscher Fußballspieler.

## Spielerkarriere
Nied spielte ab 1975 in den Nachwuchsmannschaften von Hertha BSC. Ab 1988 gehörte Nied dann der zweiten Mannschaft der Hertha an. Mit dieser sollte er in der Spielzeit 1992/93 im DFB-Pokal für Furore sorgen, als er mit den Hertha-Bubis bis ins Finale einzog. Auf dem Weg dorthin wurden unter anderem Titelverteidiger Hannover 96 (4:3) und der Bundesligist 1. FC Nürnberg (2:1) bezwungen. Im Halbfinale musste die Mannschaft ins Berliner Olympiastadion ausweichen, da 56.540 Zuschauer die Partie gegen den Chemnitzer FC sehen wollten. Durch ein 2:1 sicherten sich die Amateure die Endspielteilnahme an selber Stätte. Nied führte seine Mannschaft, in der die späteren Bundesligaspieler Christian Fiedler, Carsten Ramelow und Oliver und Andreas Schmidt standen, als Kapitän ins Finale gegen Bayer 04 Leverkusen. Dort verloren die Hertha Amateure durch einen späten Treffer von Ulf Kirsten mit 0:1.
Nach insgesamt 18 Jahren bei Hertha verließ Nied den Club im Sommer 1993. Anschließend ging Nied zum damaligen Zweitligisten Tennis Borussia Berlin, doch sowohl dort als auch ein Jahr später beim FC Gütersloh konnte er nicht an seine Leistungen bei Hertha anknüpfen.
1996 unterschrieb er daraufhin einen Kontrakt beim Regionalligisten Spandauer SV, den er nach einer Saison verlängerte.

## Trainerkarriere
Im Anschluss an seine Karriere als Spieler war Nied jahrelang Trainerassistent beim 1. FC Wilmersdorf.

## Trivia
Nied arbeitet heute beim Finanzamt Charlottenburg.